# Giacomo Ciarrapico
Giacomo Ciarrapico (Roma, 19 settembre 1971) è un regista e sceneggiatore italiano.

## Biografia
Nel 1992 si diploma al Centro sperimentale di cinematografia. Dal 1994 al 2000 scrive dirige le prime commedie teatrali Io non c'entro, Tutto a posto, Piccole anime e L'ufficio a cui collaborano Mattia Torre e Luca Vendruscolo. Nel 2001 scrive e dirige il corto Dentro e fuori che vince il Sacher d'oro di Nanni Moretti.
I suoi lungometraggi Piccole anime (1998) tratto dalla sua commedia teatrale ed Eccomi qua (2002) partecipano al Torino Film Festival.
Dal 1996 comincia a lavorare anche per la tv come sceneggiatore e regista.
Nel 2006 ha firmato una puntata de I Cesaroni. Nello stesso anno, dalla collaborazione con Luca Vendruscolo e Mattia Torre, nasce la serie tv Buttafuori con Valerio Mastandrea e Marco Giallini.
Dal 2007 al 2010 partecipa alla creazione delle tre stagioni della serie tv Boris prodotta da FoxItalia e nel 2010 il lungometraggio Boris - Il film di cui è regista oltre che autore.
Nel 2014 con Vendruscolo e Torre scrive e dirige il film cinematografico Ogni maledetto Natale .
Nel 2014 e 2015 scrive le commedie teatrali È andata così con Francesco Pannofino (tournée italiana) e Stare meglio oggi con Carlo de Ruggeri.
Nel 2016 scrive il lungometraggio Troppa grazia per la regia di Gianni Zanasi, girato a novembre dello stesso anno e uscito nel 2018, e il lungometraggio È il tuo momento di Alessandro Lunardelli. Nello stesso anno è stato docente del Centro sperimentale di cinematografia, e ha iniziato ad insegnare presso la Rome University of Fine Arts.
Nel 2022 scrive il film Vicini di casa per la regia di Paolo Costella e scrive e dirige con Luca Vendruscolo la quarta stagione di Boris, trasmessa sulla piattaforma streaming Disney+.

## Filmografia

### Regista
- Piccole anime (1998)
- Dentro e fuori (2001)
- Eccomi qua (2002)[3]
- Buttafuori (2006)
- Boris (2022)
- Boris - Il film (2011)
- Ogni maledetto Natale (2014)
- Liberi tutti - serie TV (2019)

### Sceneggiatore
- Piccole anime (1998)
- Dentro e fuori (2001)
- Eccomi qua (2002)
- Buttafuori (2006)
- Boris (2007-2010 e 2022)
- Boris - Il film (2011)
- Ogni maledetto Natale (2014)
- Troppa grazia (2018)
- Domani è un altro giorno, regia di Simone Spada (2019)
- Liberi tutti - serie TV (2019)
- Vicini di casa, regia di Paolo Costella (2022)

### Attore
- Il grande cocomero, regia di Francesca Archibugi  (1993)
- Nella mischia, regia di Gianni Zanasi (1995)
- Piccole anime, regia di Giacomo Ciarrapico (1998)
- Buttafuori (2006)
- Boris - serie TV (2007)
- Il legionario, regia di Hleb Papou (2022)